# Błotniak

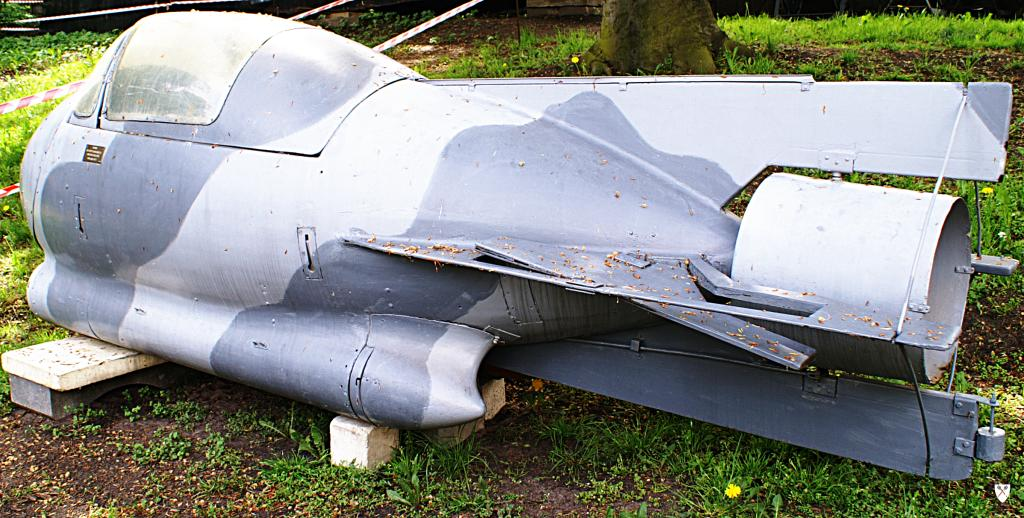
Błotniak w Muzeum Marynarki Wojennej w Gdyni

Błotniak – jednoosobowy pojazd podwodny, z mokrą kabiną, przeznaczony do zadań dywersyjnych. Przedprototypy i eksploatowane egzemplarze stacjonowały w torpedowni na Oksywiu, tzw. Formozie. Pozostałe jednostki przechowywano w magazynie. Nazwa pochodzi od kryptonimu projektu: „błotniak” – nazwa ptaka drapieżnego z rodziny jastrzębiowatych. Wszystkie jednostki podwodne Marynarki Wojennej nazywane są nazwami ptaków drapieżnych, np. sęp, orzeł itp.

## Historia
W latach 70 XX w. na zlecenie Układu Warszawskiego w Wyższej Szkole Marynarki Wojennej w Gdyni rozpoczęto prace nad konstrukcją mokrego pojazdu podwodnego. Do 1978 r. wykonano następujące prototypy:
1. dwa przedprototypy wykorzystane tylko do badań i szkolenia pierwszych płetwonurków
2. prototyp i pojazdy seryjne
3. smukła wersja rozwojowa z panoramiczną szybą na dziobie i płetwonurkiem leżącym na brzuchu.

Testy prowadzone do lata 1978 r., na rok przed planowanym terminem oddania do użytku, wykazały kilka błędów i niedoskonałości:
1. pojazd osiągał do 70% wymaganej prędkości
2. kłopoty ze sterownością i mała zwrotność (promień cyrkulacji ok. 30 m)
3. pojazd był trudny w sterowaniu przez nadmiar czynności skutkujący tendencją do wynurzania i osiadania na dnie
4. niedostateczna orientacja oparta wyłącznie na sprzęcie nurkowym i wzroku

Przedprototypy były pojazdami doświadczalnymi nie spełniającymi wymagań odbiorczych. Nie nadawały się do działań bojowych.
Jesienią 1978 r. Komendant WSMW podjął decyzję rozwiązania zespołu i powołał nowy, mianując kierownikiem projektu prof. Władysława Wojnowskiego. Zdecydowano się na budowę nowej jednostki od podstaw, o znacznie zmienionej konstrukcji przy zachowaniu ogólnej koncepcji:
1. zwiększono długość i nieznacznie wyporność
2. zmieniono kształt na bardziej opływowy i częściowo oblaminowano rury z akumulatorami
3. wymieniono lotnicze akumulatory srebrowo-cynkowe na ołowiowe o większej pojemności
4. zwiększono moc silnika, uzyskując kontraktową prędkość i zasięg
5. śrubę umieszczono w ruchomej dyszy Korta zastępującej ster kierunku zmniejszając promień cyrkulacji do 2 m
6. uproszczono obsługę przez automatyzację trymowania i utrzymywania zadanej głębokości
7. dla wykrywania przeszkód dodano sonar aktywny zdolny wykryć linę z 30 m i sonar pasywny
8. w późniejszym czasie zrezygnowano z okna w podłodze przodu pojazdu.

Tak zmodernizowany pojazd został przyjęty przez komisję Układu Warszawskiego w 1979 r. i skierowany do produkcji.

## Dane wersji finalnej
- kadłub z laminatu z wlaminowanymi elementami metalowymi
- napęd:
  - w przedprototypach: dwie baterie lotniczych akumulatorów srebrowo-cynkowych, umieszczonych w rurach po bokach kadłuba (do ćwiczeń używano akumulatory wycofane z lotnictwa), w późniejszych wersjach zastąpione akumulatorami ołowiowymi.
  - dwie przeciwbieżne śruby w dyszy Korta
  - silnik elektryczny z wirującym stojanem opracowany w WAT napędzający bezpośrednio śruby
- wyposażenie:
  - oświetlenie: dwa reflektory zamykające rury z akumulatorami
  - dwie butle sprężonego powietrza za siedzeniem
  - sonar aktywny i pasywny
  - automatyczne trymowanie i utrzymywanie zadanej głębokości
- transport na przyczepie podłodziowej lub okręcie
- wodowanie:
  - dźwigiem
  - wwiezienie do wody na przyczepie (slipowanie) – rzadko praktykowane
  - zrzucenie ze śmigłowca z wysokości do 5 m
  - z pokładu okrętu podwodnego.

## Osiągi według założeń spełnionych przez prototyp z 1979 r.
- prędkość:
  - ekonomiczna: 3,5 węzłów
  - maksymalna: 5 węzłów
- zasięg: 50 Mm
- wyważony ładunek o masie do 200 kg

## Zespół pracujący nad prototypem
- Wyższa Szkoła Marynarki Wojennej:
  - Władysław Wojnowski – kierownik projektu.
  - Jan Biegalski (pracował także nad przed prototypem)
  - Bogdan Sówka (pracował także nad przed prototypem)
  - Marian Pleszewski
  - Bartłomiej Jakus
  - Andrzej Domiszewski: sonary
  - Bogumił Śliwiński: kierownik pracowni wykonawczo-montażowej

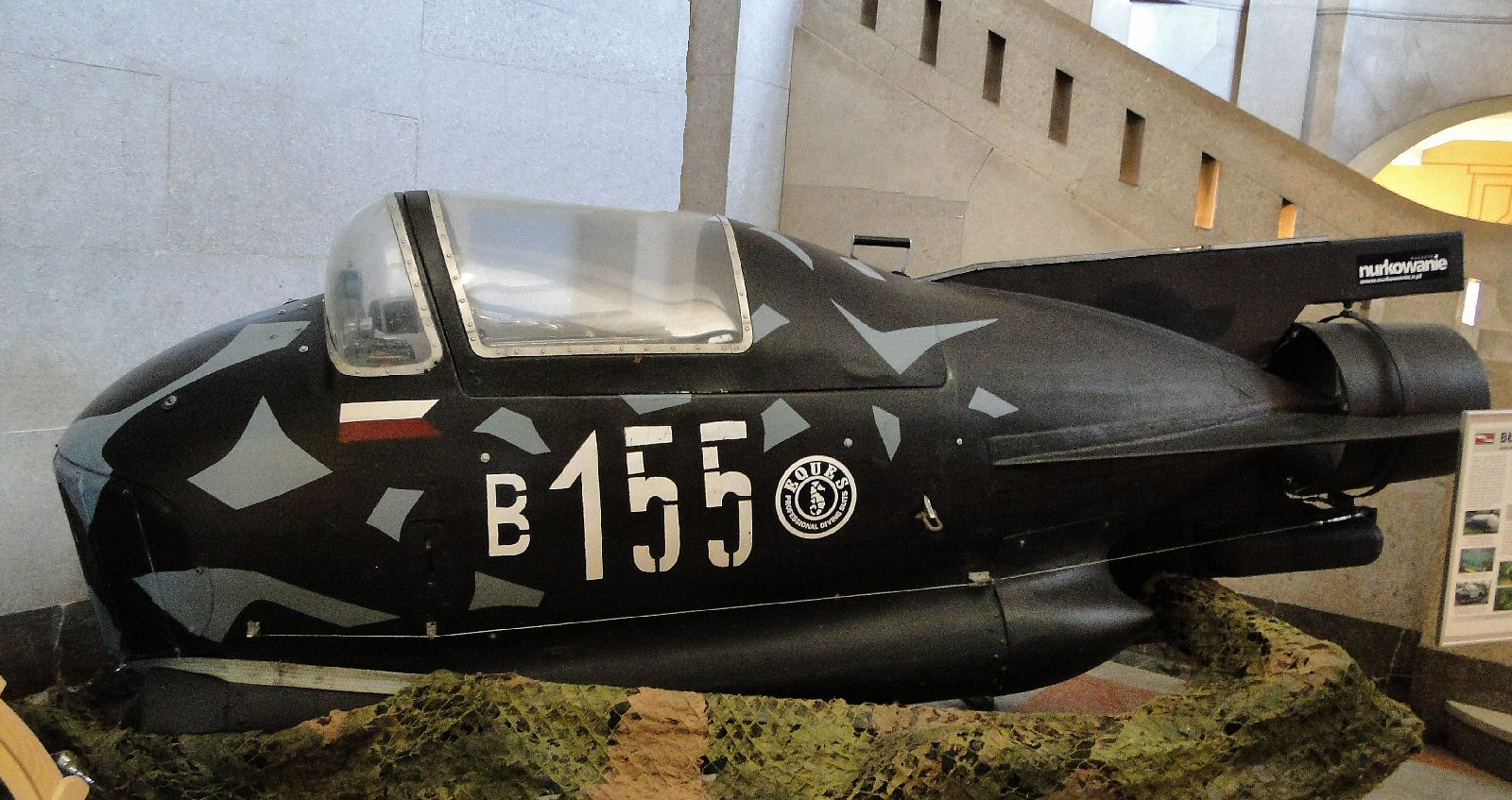
Współczesna rekonstrukcja pojazdu „Błotniak”

- Wojskowa Akademia Techniczna:
  - katedra prof. Dulewicza: silnik[2].

## Rekonstrukcja pojazdu
Bazując na zniszczonym kadłubie jednego z ocalałych egzemplarzy stowarzyszenie Grupa Akwanautów Militarnych „Błotniak” z Gdyni wykonało rekonstrukcję lekko zmodernizowanego i w pełni sprawnego pojazdu. Ocalały Błotniak pływa po powierzchni i jest w stanie zanurzyć się na kilka metrów.

### Zachowane

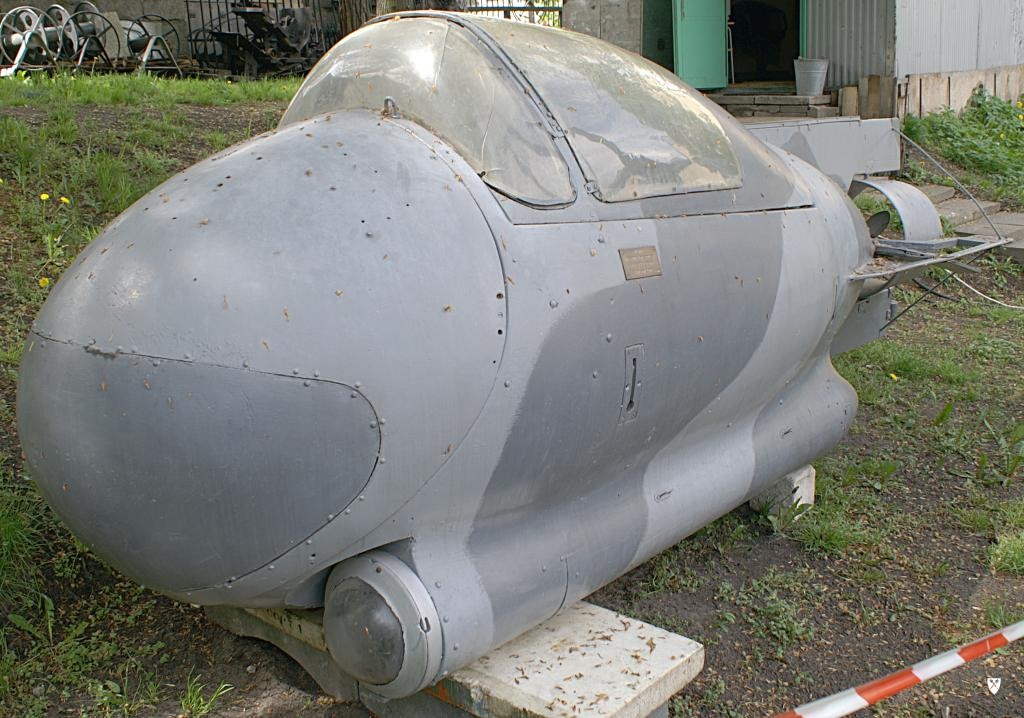
Prototyp nr 2

W Muzeum Marynarki Wojennej w Gdyni znajdują się trzy pojazdy związane z projektem:
- Prototyp nr 2.
- Egzemplarz zrekonstruowany z numerem bocznym 003
- Wersja pojazdu dla nurka w pozycji leżącej[3].